# Harry Jürgensen Rundshagen
Harry Kurt Thomas Jürgensen Rundshagen (Osorno, 3 de septiembre de 1968) es un agricultor, veterinario y político chileno de ascendencia alemana, exmilitante de Renovación Nacional (RN). Desde marzo de 2018 se desempeña como diputado de la República, bajo un segundo período consecutivo, en representación del distrito n° 25 de la región de Los Lagos, período 2022-2026.

## Familia y estudios
Nació el 3 de septiembre de 1968, en Osorno, hijo de Wiltrudis Millarey Rundshagen Kruschinski y de Harry Jürgensen Caesar, exdiputado de Renovación Nacional por el Distrito N.°56, Región de Los Lagos, durante el periodo 1994-1998 e intendente de la misma región entre 2018 y 2021, bajo el segundo gobierno de Sebastián Piñera.
Realizó sus estudios primarios y secundarios en el Instituto Alemán de Osorno, continuando lo superiores entee los años 1988 y 1992, en la carrera de medicina veterinaria en la Universidad Austral de Chile.
En el ámbito laboral, se ha desempeñado como ejecutivo agroindustrial. Entre 1997 y 2018 fue administrador general de Agrícola Río Chifín Ltda, en Río Negro.
Está divorciado y padre de un hijo.

## Carrera política
Inició su trayectoria política como candidato a diputado en las elecciones parlamentarias de 2005, en representación de Renovación Nacional (RN), por el distrito n° 56 de la región de Los Lagos, por el periodo 2006-2010. Obtuvo 11.528 votos, equivalentes al 15,75% del total de sufragios válidos, sin resultar electo.
En las elecciones parlamentarias de 2009, compitió nuevamente por un cupo en la Cámara, esta vez por el distrito n° 55, de la misma región de Los Lagos, por el periodo 2010-2014. Obtuvo 15.888 votos, correspondientes al 20,48% del total de los sufragios válidos, sin tampoco resultar electo.
En las elecciones de consejeros regionales de 2013 fue elegido consejero regional por la provincia de Osorno, representando a RN, obteniendo 11.530 votos equivalentes al 12.69% de los sufragios. El 14 de noviembre de 2016, renunció a su cargo para presentarse como candidato a diputado.
En las elecciones parlamentarias de 2017 fue elegido como diputado por el nuevo distrito n° 25 (correspondiente a las comunas de Fresia, Frutillar, Llanquihue, Los Muermos, Osorno, Puerto Octay, Puerto Varas, Puyehue, Purranque, Río Negro, San Juan de la Costa, San Pablo), de la Región de Los Lagos, por el periodo 2018-2022. Obtuvo 20.489 votos correspondientes a un 15,76% del total de sufragios válidamente emitidos. Asumió el cargo el 11 de marzo de 2018 e integró las comisiones permanentes de Agricultura, Silvicultura y Desarrollo Rural; y de Economía, Fomento, Micro, Pequeña y Mediana Empresa, Protección de los Consumidores y Turismo. Asimismo, formó parte de las Comisiones Especiales Investigadoras sobre: Actuación de organismos públicos en la fiscalización de inversiones de AFP; Emergencia por contaminación de agua potable en Osorno, y Actos que puedan significar reducción injustificada de registro de defunciones por COVID-19.
Realizó actividades con los grupos interparlamentarios chileno-alemán, chileno-croata, chileno-dominicano, chileno-húngaro, chileno-italiano, chileno-qatarí y chileno-venezolano. A nivel partidista, formó parte del comité parlamentario de Renovación Nacional.
En agosto de 2021, inscribió su candidatura a la reelección como independiente en la lista del Partido Republicano por el mismo distrito n° 25, por el periodo 2022-2030. En las elecciones parlamentarias de noviembre de ese año, obtuvo la reelección, con 22.618 votos, correspondientes al 16,42% del total de los sufragios válidos. Fue además, la más alta votación en ese sector del país. Asumió el cargo el 11 de marzo de 2022, pasando a integrar las Comisiones Permanentes de Relaciones Exteriores, y Minería y Energía. Forma parte de la bancada de Republicanos.

## Controversias
Durante 2021, junto al diputado Cristóbal Urruticoechea presentó un proyecto de reforma constitucional para prohibir el uso del lenguaje inclusivo en la etapa escolar, con finalidad de impedir que, según a su parecer, ciertas ideologías contaminen la educación de niños y adolescentes, el cual es impulsado por el feminismo. Ante esto, el entonces ministro de Educación Raúl Figueroa dijo que dicho proyecto no daba para una reforma legal o constitucional.
Además, también junto a Urruticoechea, hicieron un requerimiento a la Universidad de Chile y Universidad de Santiago de Chile para que esta informe a la Cámara de Diputados sobre “los cursos, centros, programas y planes de estudio que se refieran a temáticas relacionadas con estudios de género, ideología de género, perspectiva de género, diversidad sexual y feminismo, detallando sus principales características e individualizando a los funcionarios o docentes que están a cargo de ellos”, ante lo cual la casa de Bello declaró estar en alerta, puesto que a su entender se daña la libertad de enseñanza y de cátedra, además de darle una connotación negativa al feminismo.

## Historial electoral

### Elecciones parlamentarias de 2005
- Elecciones parlamentarias de 2005, candidato a diputado por el distrito 56 (Fresia, Frutillar, Llanquihue, Los Muermos, Puerto Octay, Puerto Varas, Purranque, Puyehue y Río Negro)[8]

### Elecciones parlamentarias de 2009
- Elecciones parlamentarias de 2009, candidato a diputado por el distrito 55 (Osorno, San Juan de la Costa y San Pablo) [9]

### Elecciones parlamentarias de 2017
- Elecciones parlamentarias de 2017, candidato a diputado por el distrito 25 (Fresia, Frutillar, Llanquihue, Los Muermos, Osorno, Puerto Octay, Puerto Varas, Puyehue, Purranque, Río Negro, San Juan de la Costa y San Pablo)[10]

### Elecciones parlamentarias de 2021
- Elecciones parlamentarias de 2021, candidato a diputado por el distrito 25 (Fresia, Frutillar, Llanquihue, Los Muermos, Osorno, Puerto Octay, Puerto Varas, Puyehue, Purranque, Río Negro, San Juan de la Costa y San Pablo).[11]